# Pucará de Tilcara
Pucará de Tilcara é um sítio arqueológico de um assentamento indígena pré-colombiano da cultura inca Omaguaca, localizado na Quebrada do Vale de Humahuaca, na cidade de Tilcara, província argentina de Jujuy.

## História

### Origem e declínio
Até o momento, os estudos indicam que o assentamento se originou por volta do século VIII d.C., com início da ocupação na região da encosta baixa da colina. Entre os anos de 1200 d.C. e 1430 d.C. houve um crescimento populacional, expandindo o assentamento até o topo. Por volta de 1430 d.C., durante a ocupação Inca do sítio, sob a liderança de Túpaq Yupanqui, ocorreram mudanças na arquitetura dos edifícios; foram atribuídas novas funções, como oficinas metalúrgicas e lapidários para a confecção de produtos de luxo; e houve uma reorganização socioeconômica da população do assentamento. Em 1493, o assentamento foi fortificado pelos incas; e com a chegada dos espanhóis na região, em 1563, o assentamento foi abandonado.

### Descoberta e preservação
As ruínas foram descoberta por Juan Ambrosetti e, entre 1908 e 1910, realizou intensos estudos sobre o sítio arqueológico.
Em 1935, em homenagem aos primeiros arqueólogos, construíram uma plataforma com uma pirâmide, destruindo parte de estruturas arqueológicas do sítio. No ano 2000, o sítio foi declarado como Monumento Histórico Nacional através do Decreto nº 1.012/2000.

## Características
O sítio abrange uma área de 18 hectares, com 600 estruturas divididos em 32 setores, que se conectam através de trilhas. Acredita-se que o assentamento chegou a abrigar 2.500 indivíduos.

### Práticas funerárias
Em uma escavação de uma residência, foi descoberto um ossuário e cinco sepultamentos sobre o piso da casa, totalizando o enterro de 21 indivíduos, sendo 11 adultos e 10 crianças menores de 4 anos. Os ossos estavam cobertos com cinzas e carvão; algumas crianças foram enterradas com os corpos dentro de urnas de cerâmica; e, junto aos enterros, haviam vasilhas de madeira com pigmento vermelho em seu interior, polidores de silício, calabaças cortada, pequenos fragmentos de ossos de animais e jarros de cerâmica.

### Estruturas inca
No sítio há 6 ruínas de estruturas inca. Em um edifício, foi encontrado peças de bronze e uma argamassa com partículas moídas de óxido de cobre; este edifício foi denominado pelos arqueólogos de "Casa dos Cobres". Em outro edifício, denominado pelos arqueólogos de "Casa do Joalheiro", possui piso de laje de pedra, o único do sítio com esta característica; e em um dos recintos deste edifício, foi descoberto um nicho com vários fragmentos pequenos de sílex, conchas e malaquitas, polidores de pedras, entre outros artefatos. No terraço superior da colina, localiza-se o edifico denominado pelos arqueólogo de "A Igreja"; este edifício possui 3 recintos que se comunicam com dois pátios grandes e um curral; em frente de um dos recintos, há uma mesa de pedra talhada. Próximo do edifico "A Igreja", se localiza o edifício denominado pelos arqueólogos de "Casa 2". E na encosta da colina há duas estruturas de formato retangular, uma com 15 metros por 12,5 metros, e outra com 7 metros por 12 metros.